# Conrad Noel

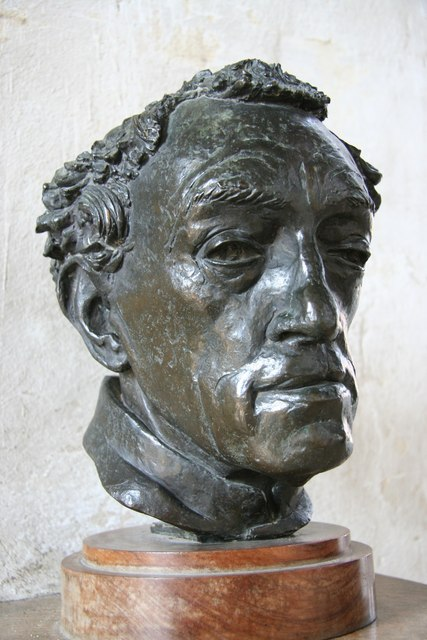
Conrad Noel, profeta y sacerdote Escultura de bronce de Gertrude Hermes (1901-1983) de Conrad Noel 1869-1942, vicario de Thaxted 1910-1942, en la iglesia de San Juan Bautista. El "vicario rojo de Thaxted" fue un célebre pionero del socialismo cristiano y ferviente católico anglosajón.

Conrad le Despenser Roden Noel (12 de julio de 1869 - 2 de julio de 1942), conocido como el «Vicario Rojo» de Thaxted, fue un destacado socialista cristiano británico. Su padre fue el poeta Roden Noel. Nacido en Kew, Noel fue ordenado sacerdote en la iglesia de Inglaterra y ofició en varias parroquias hasta 1910, cuando se convirtió en el vicario de Thaxted en Essex hasta su muerte en 1942. Se unió al Partido Laborista Independiente, pero en 1911 se convirtió en miembro fundador del Partido Socialista Británico. 
Dentro de la iglesia de Thaxted, Noel colgó la bandera roja y la bandera del Sinn Féin junto a la bandera de San Jorge. Esto dio lugar a la «batalla de las banderas» con estudiantes de Cambridge liderando ataques contra la iglesia para retirar las banderas y eventualmente un tribunal falló en contra de la exhibición y Noel obedeció la sentencia. Fundó la Cruzada Católica para propagar sus puntos de vista, la que tuvo algún impacto en los orígenes del trotskismo en Gran Bretaña.

## Publicaciones
- «Ought Christians to be Socialists?»